# Indietronica
L'indietronica, detta anche indie electronic, è un genere proveniente dalla musica indie con tendenze al genere elettronico.
Maggiormente sviluppata in Germania, è un misto di musica indie, musica elettronica, rock e pop. Gli strumenti maggiormente utilizzati sono la tastiera, il sintetizzatore e la drum machine. Etichetta discografica di riferimento è la Morr Music.

## Storia
L'indietronica nacque nei primi anni novanta con gruppi come gli Stereolab e Disco Inferno, si sviluppò con il nuovo millennio grazie allo sviluppo della tecnologia digitale con gruppi come i Broadcast e i Radiohead dalla Gran Bretagna, i Justice dalla Francia, i Lali Puna dalla Germania, i The Postal Service e i Ratatat dagli Stati Uniti che mescolano varie sonorità indie con la musica elettronica prodotte soprattutto da piccole etichette indipendenti.